# Bobří vodopád
Bobří vodopád se nachází v Bobří soutěsce na Bobřím potoce, nedaleko obce Verneřice v okrese Děčín.

## Popis
Jedná se o přibližně osm metrů vysoké kaskádovité peřeje zaříznuté v čedičovém masivu kopce Tokaniště (535 m n. m.), kde voda Bobřího potoka podle aktuální vydatnosti padá z výšky 2 až 4 m. Největší průtok dosahuje potok při jarním tání, nebo vydatných lijácích. Přibližně 100 m po proudu pod Bobřím vodopádem se nachází na bezejmenném přítoku Bobřího potoka další vodopád. Po čedičovém skluzu stéká, při větším průtoku vody spíše padá z výšky přibližně osmi metrů potok a následně se vlévá z pravé strany do Bobřího potoka. Někdy jsou oba tyto vodopády označovány společně jako Bobří vodopády. Vodopád a okolí je oblíbeným cílem turistů a trampů, kteří zde často i táboří.

## Přístup
Bobří vodopád je přístupný po zelené turistické značce z obce Verneřice (cca 0,5 km) po proudu potoka, nebo z opačného směru od obce Víska (cca 1,5 km). Procházku Bobří soutěskou zvládne každý turista, stezka není sjízdná pro kola. Po dešti jsou kamenité části stezky kluzké a v zimě je stezka podél potoka zledovatělá. Na několika místech stezka překonává potok a ne vždy se dá přejít po lávce.